# Fra Mauro-wereldkaart

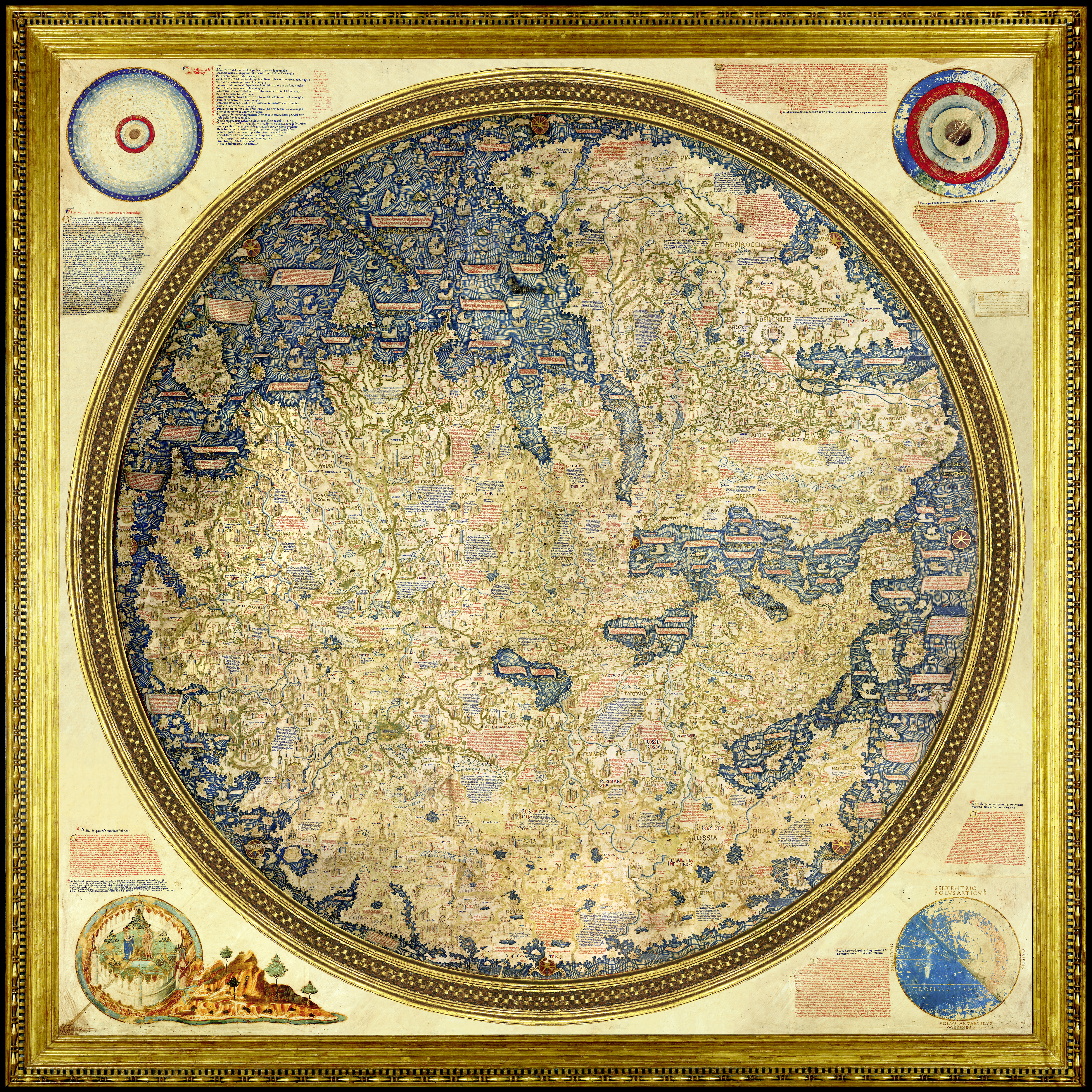
De wereldkaart van fra Mauro (het zuiden is bovenin te vinden).

De fra Mauro-wereldkaart is een mappa mundi uit 1459 van de bekende wereld aan de vooravond van het tijdperk van de grote ontdekkingen. De Venetiaanse monnik fra Mauro († 1460) maakte de kaart in opdracht van de Portugese koning Alfons V (1432-1481). De rijk gedecoreerde kaart is een hoogtepunt in de middeleeuwse cartografie en bevindt zich in de Biblioteca Marciana te Venetië.
Fra Mauro leefde in het klooster van San Michele op het eiland Isola di San Michele in de lagune van Venetië. Het klooster behoorde toe aan de orde van de camaldulenzers, een kluizenaarstak van de benedictijnen. In zijn jonge jaren had fra Mauro veel gereisd als handelaar en soldaat en na zijn toetreding tot de kloosterorde ontwikkelde hij zich tot een gerenommeerd kaartenmaker.
Op aandringen van de Portugese prins Hendrik de Zeevaarder (1394-1460) kreeg fra Mauro de prestigieuze opdracht voor de wereldkaart van het Portugese hof. Hij werd bij het werk geassisteerd door Andrea Bianco, die in 1436 ook een belangwekkende wereldkaart had vervaardigd. De Doge van Venetië had bedongen dat ook de lagunestad een kopie van de kaart zou krijgen. Het Portugese exemplaar is verloren gegaan, maar de Venetiaanse kopie is bewaard gebleven.
Met een diameter van bijna twee meter is de fra Mauro-wereldkaart het grootste exemplaar van de traditionele, circulaire mappae mundi, zoals de Hereford Mappa Mundi (c. 1300) en de Catalaanse Wereldatlas (1375). De kaart plaatst het zuiden bovenin, vermoedelijk onder islamitische invloed.
De weergave van de Middellandse Zee en omstreken werd ontleend aan de portolanen van de vijftiende eeuw. Dit maakte de lengte van deze zee aanzienlijk kleiner dan op traditionele kaarten, gebaseerd op de toonaangevende Griekse geograaf Ptolemaeus (87-150). Europa werd als gevolg hiervan een stuk kleiner afgebeeld.
Fra Mauro was de eerste cartograaf die de informatie uit Il Milione, het verslag van de reizen van Marco Polo (1254-1324), systematisch gebruikte in zijn werk. De gebruikte namen in het gedeelte van China (Cathay) zijn duidelijk ontleend aan Marco Polo. Voor de oostkust van Azië zijn de eilanden Java en Japan (Cipangu) voor het eerst op een westerse kaart weergegeven. Behalve van Marco Polo zijn ook de invloeden van diens navolger Odoric van Pordenone († 1331) en van de Venetiaanse koopman Niccolò da Conti (1395-1469) merkbaar.
De afbeelding van het zuiden van Afrika op de kaart wijkt af van zowel oudere mappae mundi als van die van Ptolemaeus. De laatste beschouwde de Indische Oceaan als een binnenzee die niet bereikbaar was vanuit de Atlantische Oceaan. Fra Mauro toonde Afrika echter als een schiereiland dat alleen in het noordoosten aan Azië vastzat en ver ten zuiden van de evenaar uitliep in een punt. Een smal kanaal scheidt het continent van een groot eiland in het zuidoosten, genaamd Diab (Madagaskar). In de zuidelijke oceaan is een schip afgebeeld. In de begeleidende tekst schreef fra Mauro dat het ging om een jonk die rond 1420 vanuit India tweeduizend mijl voorbij de Cavo de Diab naar de Isola Verde had gevaren. Dit lijkt een duidelijke verwijzing naar de expedities van de Chinese admiraal Zheng He, die tussen 1405 en 1433 zeven grote reizen naar het gebied van de Indische Oceaan leidde. De zesde expeditie van 1421-1422 bezocht verschillende plaatsen aan de oostkust van Afrika.
Onderzoekers speculeren volop over welke bronnen fra Mauro hier heeft gebruikt. De vorm van Afrika heeft overeenkomsten met de Koreaanse Kangnido-wereldkaart van 1402, hetgeen zou duiden op een Chinese bron. De Engelse auteur Gavin Menzies stelt in zijn boek 1421. Het jaar waarin China de Nieuwe Wereld ontdekte zelfs dat fra Mauro via Niccolò da Conti op de hoogte was van Chinese ontdekkingsreizen rond Kaap de Goede Hoop naar de Kaapverdische Eilanden (de Isola Verde) en uiteindelijk Amerika. Deze speculaties worden door de meeste historici niet serieus genomen. Piero Falchetta, verantwoordelijk voor de afdeling oude kaarten van de Biblioteca Marciana, ziet in zijn analyse van de fra Mauro-wereldkaart geen aanwijzingen voor Chinese invloeden. Hij ziet wel parallellen met een islamitische cartografische traditie, die terug te voeren is op de Perzische geleerde Al-Biruni (973 - 1048) en op het werk van Muhammad al-Idrisi (1100-1166), de Arabische geograaf aan het hof van de Siciliaanse koning Rogier II. Ook zouden bepaalde plaatsnamen verwijzen naar Ethiopische bronnen. Afgezanten van de Ethiopische keizer Zar'a Ya`qob bezochten in de jaren 1430 het concilie van Ferrara-Florence om over de hereniging van de Griekse en de Latijnse Kerken te onderhandelen.
Voor de Portugese opdrachtgevers betekende fra Mauro's weergave van Afrika in ieder geval dat hun pogingen om rond Afrika te zeilen hoopvol waren. Ten tijde van de vervaardiging van de kaart merkten de Portugese zeevaarders dat de kust bij Guinee naar het oosten afboog. In de jaren 1470 merkten ze dat ze nog een duizenden kilometers zuidelijker moesten varen alvorens de Indische Oceaan bereikt kon worden. In 1488 bereikte Bartolomeu Dias Kaap de Goede Hoop en tien jaar later toonde de reis van Vasco da Gama aan dat Indië inderdaad overzee te bereiken was.

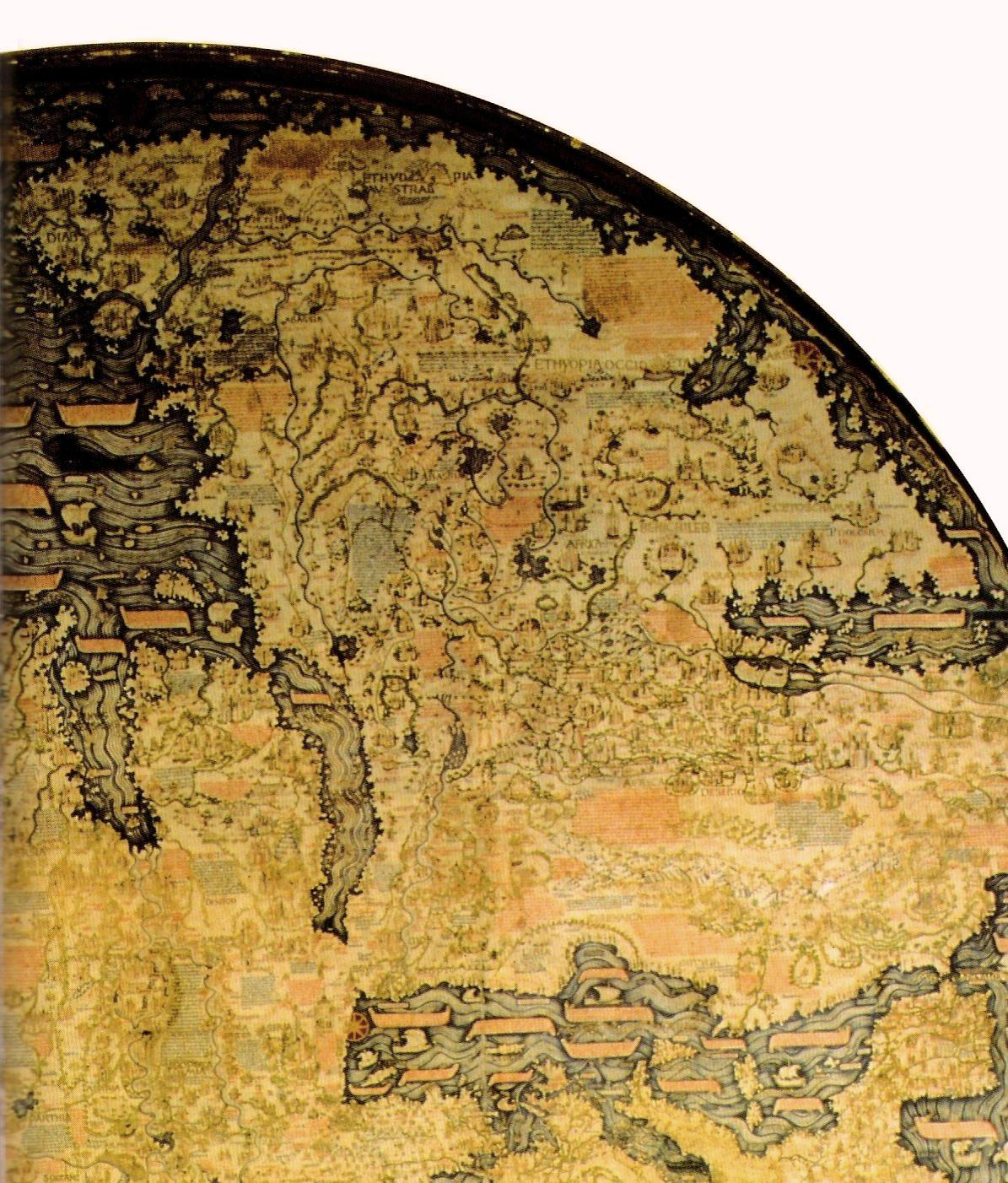
Afrika op de fra Mauro-kaart. Linksboven Diab (Madagaskar)
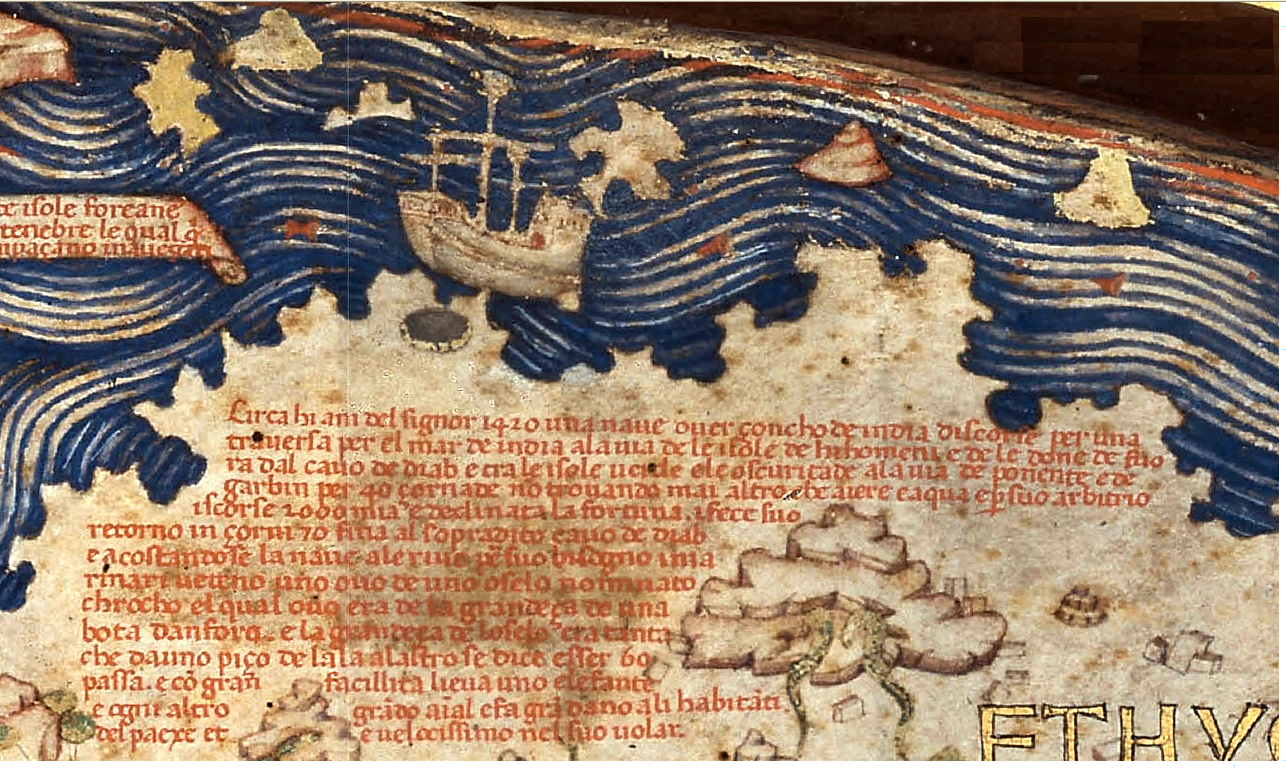
Detail van de jonk ten zuiden van Afrika met de begeleidende tekst
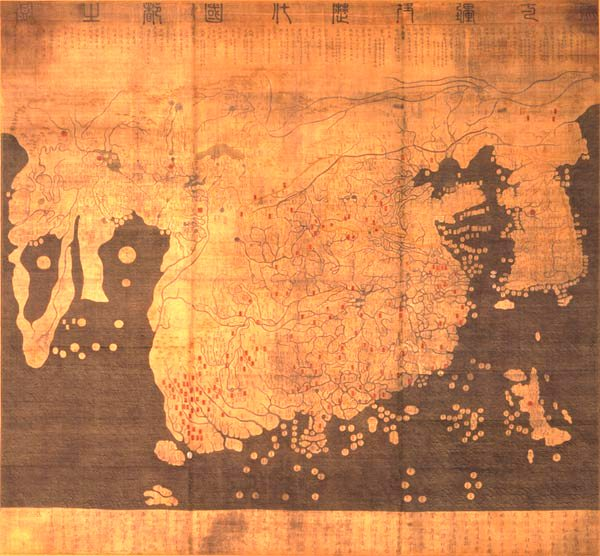
De Koreaanse Kangnido-wereldkaart van 1402
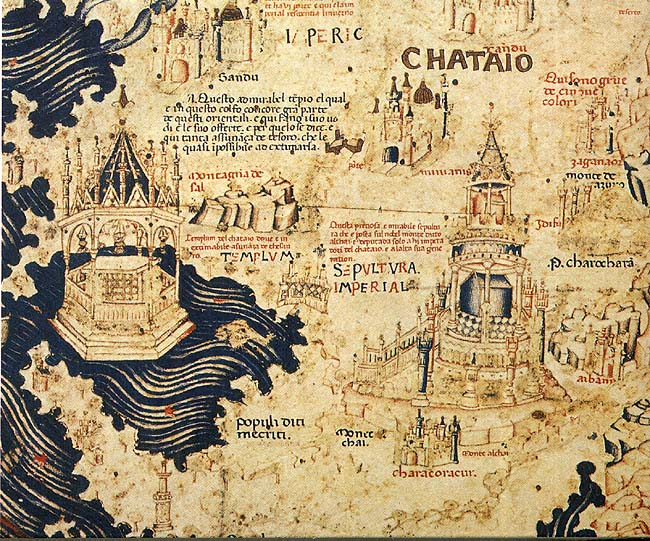
China met de door Marco Polo genoemde plaatsen